# 하시노 가쓰라
하시노 가쓰라(橋野桂)는 일본의 비디오 게임 디렉터이자 프로듀서로, 아틀러스의 《페르소나》 롤플레잉 게임 시리즈 작업으로 가장 잘 알려져 있다. 2006년부터 2016년까지 하시노는 페르소나 시리즈를 개발하는 아틀러스의 내부 팀인 P-Studio의 디렉터를 역임했다. 《페르소나 5》(2016) 출시 후 하시노는 새로운 IP 창작에 중점을 둔 아틀러스의 또 다른 개발 팀인 스튜디오 제로를 설립하기 위해 P-Studio를 떠났다.

## 경력
하시노는 《마켄 X》 (1999)로 감독 데뷔를 했다. 이후 《여신전생》 및 페르소나 시리즈의 여러 게임을 감독하거나 제작했다. 페르소나 외에도 하시노는 캐서린 (2011)을 감독 및 제작했다. 하시노는 2017년 아틀러스에 Studio Zero라는 새로운 내부 부서를 설립했으며, 이들의 첫 번째 출시작은 추가 콘텐츠가 포함된 캐서린의 포트인 Catherine: Full Body (2019)였다. 이 스튜디오의 첫 번째 오리지널 게임은 판타지 롤플레잉 게임인 메타포: 리판타지오 (2024)이다.

## 작품
| 년도 | 제목                                          | 역할                                            |                  |
| ---- | --------------------------------------------- | ----------------------------------------------- | ---------------- |
| 1994 | 신 여신전생 If...                             | 게임 디자인                                     |                  |
| 1995 | 신 여신전생 데빌 서머너                       | 게임 디자인                                     |                  |
| 1997 | 데빌 서머너 소울 해커즈                       | 게임 디자인                                     |                  |
| 1999 | 마켄 X                                        | 디렉터                                          |                  |
| 2001 | 마켄 샤오: 데몬 소드                          | 디렉터                                          |                  |
| 2003 | 진 여신전생 III: 녹턴                         | 디렉터, 슈퍼바이저                              |                  |
| 2004 | 여신전생: 디지털 데빌 사가                    | 기획 디렉터, 프로듀서                           |                  |
| 2005 | 신 여신전생: 디지털 데빌 사가 2               | 프로듀서                                        |                  |
| 2005 | 트라우마 센터: 언더 더 나이프                 | 원작 플롯, 프로듀서                             |                  |
| 2006 | 데빌 서머너 쿠즈노하 라이도우 대 초력병단     | 프로듀서                                        |                  |
| 2006 | 여신전생 페르소나 3                           | 디렉터, 프로듀서                                |                  |
| 2006 | 트라우마 센터: 세컨드 오피니언                | 프로듀서                                        |                  |
| 2007 | 세계수의 미궁                                 | 특수 자문                                       |                  |
| 2007 | 페르소나 3 FES                                | 디렉터, 프로듀서                                |                  |
| 2007 | 카두케우스: 뉴 블러드                         | 개발 관리자                                     |                  |
| 2008 | 세계수의 미궁 II: 제왕의 성배                 | 특수 자문                                       |                  |
| 2008 | 트라우마 센터: 언더 더 나이프 2               | 개발 관리자                                     |                  |
| 2008 | 여신전생 페르소나 4                           | 디렉터, 프로듀서                                |                  |
| 2008 | 데빌 서머너 2: 쿠즈노하 라이도우 대 아바돈 왕 | 슈퍼바이저                                      |                  |
| 2009 | 페르소나 3 포터블                             | 프로듀서                                        |                  |
| 2011 | 캐서린                                        | 디렉터, 프로듀서, 작사가                        |                  |
| 2011 | 페르소나 4 골든                               | 원작 스토리, 게임 디자인, 크리에이티브 프로듀서 |                  |
| 2012 | 페르소나 4 아레나                             | 게임 디자인, 크리에이티브 프로듀서              |                  |
| 2013 | 드래곤즈 크라운                               | 총괄 프로듀서                                   |                  |
| 2013 | 페르소나 4 아레나 얼티맥스                    | 게임 디자인, 프로듀서                           |                  |
| 2014 | 페르소나 Q: 섀도우 오브 더 래버린스           | 프로듀서                                        |                  |
| 2015 | 여신전생 페르소나 4 댄싱 올나이트             | 프로듀서                                        |                  |
| 2016 | 오딘 스피어: 레이프스라시르                   | 총괄 프로듀서                                   |                  |
| 2016 | 2016                                          | 페르소나 5                                      | 디렉터, 프로듀서 |
| 2018 | 드래곤즈 크라운 프로                          | 총괄 프로듀서                                   |                  |
| 2019 | 캐서린: 풀 바디                               | 프로듀서                                        |                  |
| 2019 | 13기병방위권                                  | 개발 지원                                       |                  |
| 2024 | 메타포: 리판타지오                            | 디렉터, 크리에이티브 프로듀서, 원작 스토리 컨셉 |                  |